# Taraxacum fagerstroemii
Taraxacum fagerstroemii là một loài thực vật có hoa trong họ Cúc. Loài này được Såltin miêu tả khoa học đầu tiên năm 1971.